# Tabla de planchar

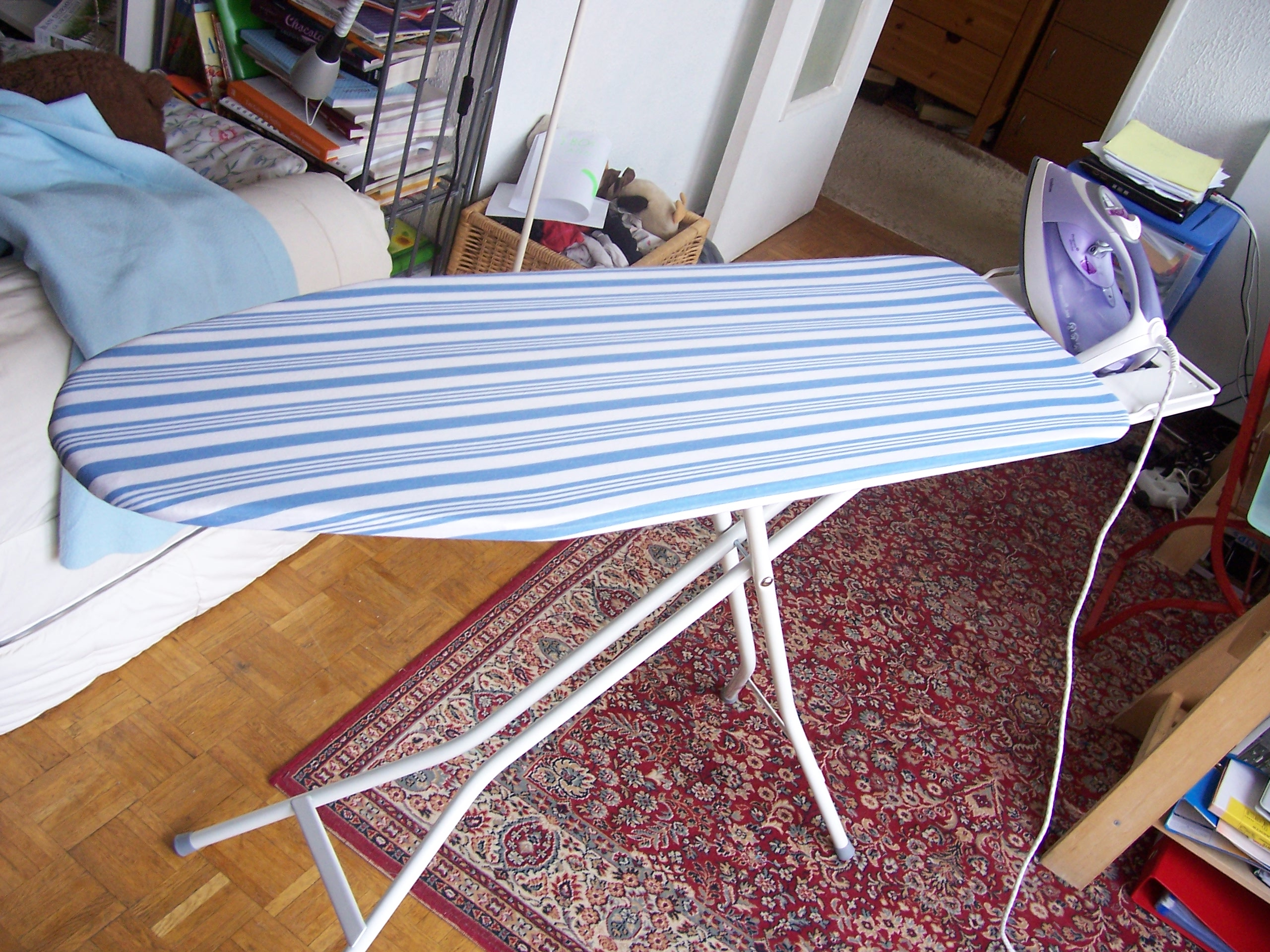
Tabla de planchar

Se conoce como tabla de planchar al soporte que se utiliza para planchar ropa, al que también se le conoce como «burro de planchar». Consta básicamente de dos piezas:
- Una superficie plana, larga y estrecha fabricada generalmente de aluminio sobre la que se colocarán las prendas. En el extremo consta de un soporte de plástico en el que se apoya la plancha mientras se calienta y en los momentos en que se prepara la ropa.
- Un caballete metálico. Es una estructura de cuatro patas rígidas plegable que se remata en los extremos con tacos de plástico que evitan su deslizamiento. Es regulable en altura puesto que una sección de la base báscula libremente y se puede sujetar a uno de los enganches presentes en la tabla por debajo.

## Historia

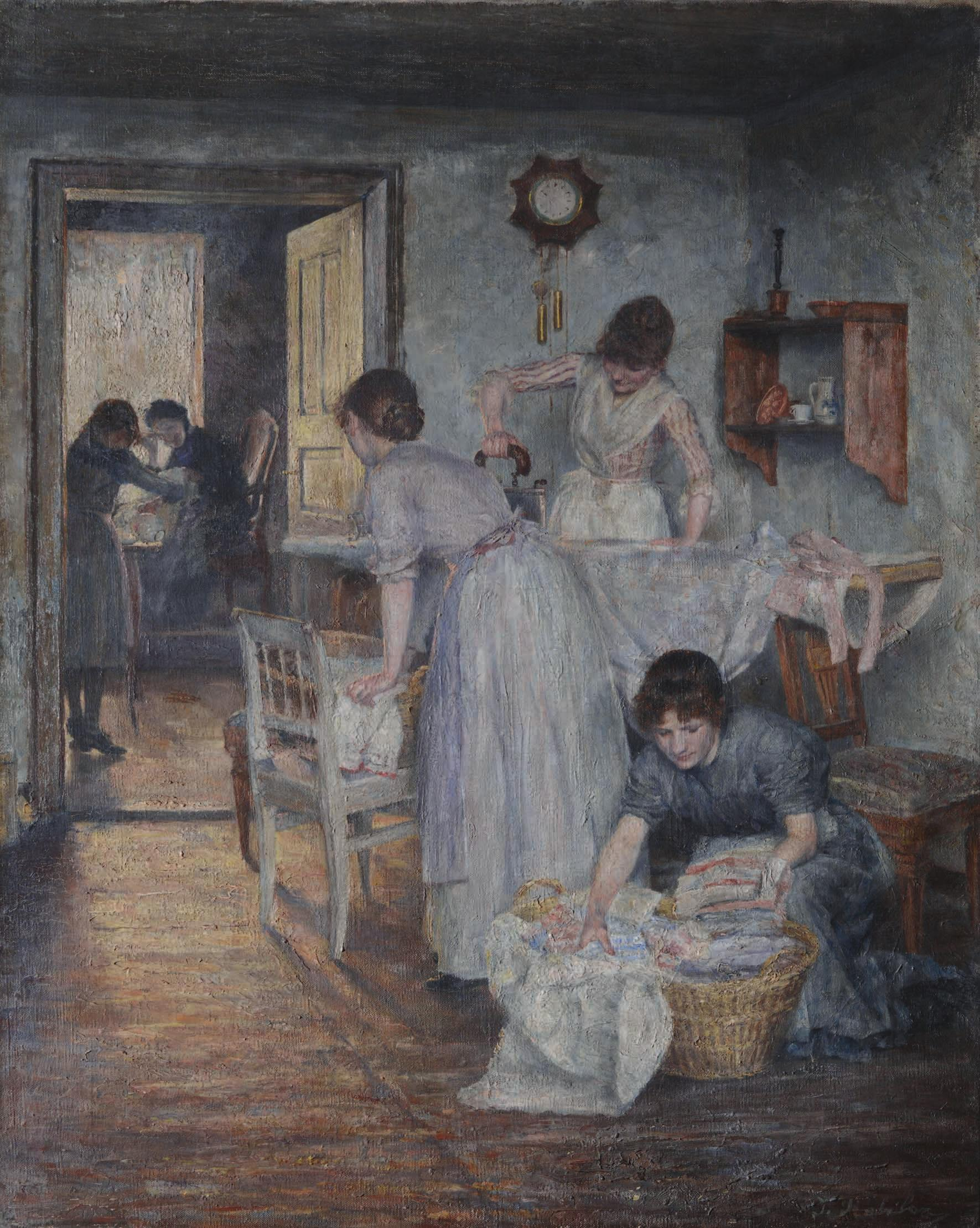
Planchado sobre respaldo de sillas (1891)

Antiguamente, el uso del término «tabla de planchar» era literal pues el soporte utilizado para planchar consistía en una mera tabla desprovista de patas para sustentarse. Antes de la difusión de tablas con estructura, las amas de casa colocaban un simple tablero de madera en los respaldos de dos sillas o simplemente se apoyaban en sus mesas de cocina para alisar sus prendas. Existe abundante literatura del siglo XIX aconsejando sobre las medidas ideales de las tablas de planchar, los mejores materiales para confeccionarlas y con qué superficies debían ser cubiertas.
Las tablas con estructura incorporada tal como las conocemos actualmente no llegaron hasta la época victoriana. La primera patente en Estados Unidos para un utensilio semejante se remonta a los años años 1860. Desde aquel momento, se desarrollaron diversos modelos utensilios de planchar y tablas plegables. Los inventores presentaron además patentes para tableros de uso específico como planchar mangas o sombreros.